# مصطفى رضا خان
هو الشيخ مصطفى رضا خان ابن الشيخ أحمد رضا خان ابن الإمام نقي علي خان ابن العلامة رضا علي خان الحنفي القادري البركاتي، المفتي الأكبر الأسبق بالهند، يكنى بأبي البركات ولقبه محي الدين.

## مولده وأسرته:
ولد الشيخ في ٢٢ من شهر ذي الحجة عام ١٣١٠هـ في بيت عرف بعلم وفضل حيث كان أبوه الإمام أحمد رضا من أعاجيب الزمان علمًا وذكاءً وفطنةً، كما أن جده الإمام نقي علي خان كان واسع الإلمام بعلوم عصره، فكان محدثا فقيها، نال إجازة الحديث من شيخ الحرم آنذاك السيّد أحمد زيني دحلان الشافعي، وقضى حياته في خدمة الدين والعلم، وكذا كان جد أبيه العلامة رضا علي من أجلّة الفقهاء والعلماء، ومن أعظم الأبطال، وأحد قائدي الثّورة الهندية ضد الاحتلال الإنجليزي.

## نشأته ودراسته:
نشأ نشأة ثقافية حيث أقبل على العلم منذ نعومة أظفاره بِهمّة عالية، فتلقى العلوم السائدة على جمع من العلماء الأفذاذ، واستمع إليهم، واستفاد منهم إفادة كبيرة، وظل على ذلك إلى أن برع في التفسير، والحديث، والفقه، والأصول، والعربية، إضافة إلى الكلام، والمنطق، والفلسفة، وأجاد العلوم الرياضية..

## صفته وأخلاقه:
كان الإمام رجلًا متزنًا، حسن السِّيرة، دميث الأخلاق، يقف مع علوّ منزلته مع الصغير، ويوقر الكبير، ويجالس الفقراء، ويتواضع لهم، ولم يقم قطُّ لأحدٍ من الوزراء وأعيان الدولة، ولا ألم قطُّ بباب وزير ولا سلطان، وقد اتفقت الأدلةُ وشهادة المعاصرين على حسن خلقه، وعلو همته، وتواضعه لله تعالى، وكان شديد البأس إذا انتهكت محارم الله تعالى، كثير الفكر، غزير العلم، طيب الأعراف، شديد الولع بالنبي صلى الله عليه وسلم، دائم العناية بسنته -عليه الصلاة والسلام- مع قدم راسخ في العبادة والاجتهاد، وكان ينعى على الذين يخالفون الشرع متقمصين التصوف أمورًا تنافي الشريعة.

## خدماته:
لقد تحوّل بعد تخرجه إلى مدرسٍ بمدرسةٍ تسمّى "منظر الإسلام"، وتولى تعليم التفسير، والحديث، والفقه، والأصول، بالإضافة إلى المذاهب، والمنطق، والفلسفة، فدرّس وألّف وأفاد وأجاد، ونال إعجابهم بحسن الإفهام والتّفهيم وحسن التعامل، ثم انتشروا في العالم فلم يبق في أنحاء الهند وما يجاورها من الدُّوَل إلا وفيه تلميذٌ استفاد منه. وكما عني الشيخ بالإصلاح وإرشاد الخلق إلى الحق بالوعظ والخطب على ما كان يتطلبه عصرُه الذي كانت استفحلت فيه مؤامرةُ الوثنيين إلى جانب خطورة الوهابيين والقاديانيين، إلا أنه لم يمنعه الاشتغال بالوعظ من الانشغال بالتّدريس ونشر العلم.

## مؤلفاته:
صنّف الإمام عديدًا من الكتب في الفنون المتنوعة، وهذه المؤلفات وإن كانت قليلةَ العدد إلا أنّها بما تحمل في طياتِها توضّح مدى عمقه العلمي، وتشهد له بنبوغه في العلوم عمومًا، وفي الفقه الإسلامي خصوصًا، منها:
(1) الفتاوى المصطفوية (مجموعة فتاواه في سبع مجلدات).
(2) حجة باهرة بوجوب الحجة الحاضرة.
(3) إدخال السنان.
(4) الرمح الدياني.
(5) طرق الهدى والإرشاد.
(6) سيف القهار.
(7) القسورة على إدوار الحمرة الكفرة.
(8) القول العجيب في جواز التثويب.
(9) طرد الشيطان.
(10) الطاري الدراري.
(11) الملفوظ.
(12) الموت الأحمر.
(13) وقاية أهل السنة.
(14) النكتة على مراء کلکتة.
(15) نفي العار.
(16) مقتل كذب وكيد.
(17) الكاوي في العاوي الغاوي.
(18) الغثم القاصم للراسم القاسم.
(19) أشد البأس علی عابد الخناس.
(20) نور الفرقان.
(21) صيلم الديان.
(22) سامانِ بخشش (متاع الغفران)، مجموعة شعرية.

## مذهبه:
كان حنفي المذهب، ماتريدي العقيدة، قادري المشرب، بايَعَ على يد الشيخ أبي الحسين النُّوري، ونال منه الإجازة والخلافة في السلاسل كلِّها، وكان شيخُه شديدَ الاعتصام بالکتاب والسنة وسلف الأمة، سريعَ الغضب إذا أسيء إلى حضرة النبي صلى الله عليه وسلم أو إلى أتباعه -رضوان الله عليهم أجمعين-، ولم يكن يرى المداهنة مع المبطلين إلّا أن يرتدعوا عن الأباطيل.

## وفاته:
ظلَّ الشيخ يخدم الإسلام والمسلمين عبر الوعظ والتدريس والتأليف طيلةَ حياته حتى انتقل إلى جوار ربِّه الأعلى في ١٤ من شهر المحرم عام ١٤٠٢ من الهجرة النبوية، ودفن بجنب أبيه.

## تلاميذه:
تعلم على يديه العديد من العلماء والمشايخ وهناك قائمة طويلة للأشخاص الذين حصلوا الإجازة منه ومن أبرزهم :
المفتي إعجاز ولي خان البريلوي
المفتي شريف الحق الأمجدي
محمد ضياء المصطفى الأعظمي المشهور بين أتباعه بالمحدث الكبير
أختر رضا خان